# Vechigen
Vechigen es una comuna suiza del cantón de Berna, situada en el distrito administrativo de Berna-Mittelland. Limita al norte con las comunas de Krauchthal, Oberburg y Hasle bei Burgdorf, al este con Walkringen, al sur con Worb, y al oeste con Muri bei Bern, Stettlen y Bolligen.
Hasta el 31 de diciembre de 2009 situada en el distrito de Berna.

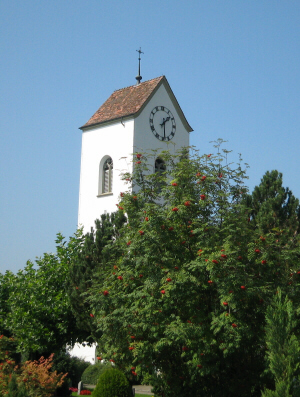
Torre de la iglesia de Vechigen.